# Prosotas sivoka
Prosotas sivoka är en fjärilsart som beskrevs av Evans 1910. Prosotas sivoka ingår i släktet Prosotas och familjen juvelvingar. Inga underarter finns listade i Catalogue of Life.